# Valdir Bigode
Valdir de Moraes Filho, detto Valdir Bigode (Rio de Janeiro, 15 marzo 1972), è un allenatore di calcio ed ex calciatore brasiliano, di ruolo attaccante.

## Caratteristiche tecniche
Giocava come attaccante; si è spesso messo in evidenza grazie al numero di gol segnati.

## Carriera

### Club
Cresciuto nelle giovanili del Vasco e promosso in prima squadra nel 1992, rendendosi quasi subito importante con i suoi gol nel tricampionato Carioca '92-93-94 conquistato dal Vasco, segnando diciannove reti nel 1993 laureandosi capocannoniere del torneo. Dopo aver giocato per São Paulo e Benfica, si trasferì all'Atlético Mineiro. Con il Galo, segnò molte reti e con le sue sette marcature contribuì alla vittoria del club nella Copa CONMEBOL 1997.
Giocò inoltre per Botafogo nel 1999 e Santos nel 2000, prima di tornare all'Atlético nello stesso anno. Tornato al Vasco nel 2003, vinse il campionato statale e la classifica cannonieri, undici anni dopo la prima volta. Trasferitosi all'Al Nasr Sports Club negli Emirati Arabi Uniti nel settembre 2004, vi giocò fino al 2006, e si ritirò con il Vasco l'anno successivo.

## Palmarès

### Giocatore

#### Club

##### Competizioni statali
- Campionato Carioca: 4

Vasco da Gama: 1992, 1993, 1994, 2003
- Taça Guanabara: 1

Vasco da Gama: 1994
- Campionato Mineiro: 2

Atlético Mineiro: 1999, 2000
- Taça Rio: 1

Vasco da Gama: 2004

##### Competizioni internazionali
- Coppa CONMEBOL: 1

Atlético Mineiro: 1997
- Coppa Master di Coppa CONMEBOL: 1

São Paulo: 1996

#### Individuale
- Capocannoniere del Campionato Carioca: 2

1993 (19 gol), 2004 (14 gol)
- Capocannoniere della Coppa CONMEBOL: 1

1997 (7 gol)
- Capocannoniere dell'UAE Arabian Gulf League: 1

2004-2005 (23 gol)